# Martinica
Martinica (em francês:  Martinique) é um departamento ultramarino insular e coletividade territorial única da França no Caribe, com fronteiras marítimas com a Dominica ao noroeste, e com Santa Lúcia ao sul. Sua capital é Forte da França. Tem estatuto de região administrativa, assim como os outros departamentos de ultramar da França (como Guadalupe, Reunião, Maiote e a Guiana Francesa). A antiga capital, São Pedro, ficou mundialmente famosa após a grande erupção vulcânica de 1902, no Monte Pelée. Em 29 de novembro de 2007, houve um sismo de 7,4 na escala de Richter, que foi sentido nos estados brasileiros de Amazonas, no Pará, Rondônia, Roraima e Amapá.
É membro associado da CARICOM, da Organização dos Estados do Caribe Oriental (OECO), da Associação dos Estados do Caribe (AEC) e da Comissão Econômica para a América Latina e o Caribe (CEPAL). É uma reserva da biosfera da UNESCO desde 2021 para todo o seu território terrestre e marítimo. Em setembro de 2023, os vulcões e florestas do Monte Pelée e os picos do norte da Martinica, em particular os Pitons du Carbet, estão classificados como Património Mundial da UNESCO. 
Os primeiros habitantes, os ameríndios aruaques, fugiram no século IX  antes da chegada dos novos habitantes, os ameríndios caraíbas. Cristóvão Colombo foi o primeiro europeu a pisar lá em 1502, sob a regência espanhola. A colonização francesa começou em 1635, liderada por Pierre Belain d'Esnambuc.
Martinica está localizada no Arco Vulcânico das Pequenas Antilhas, no Mar do Caribe, entre Dominica ao norte e Santa Lúcia ao sul, cerca de 420  km ao norte-nordeste da costa da Venezuela e cerca de 865  km a leste-sudeste da República Dominicana. A plataforma continental explorável exclusivamente pela França foi alargada para 350 milhas da costa em 2015 (ou seja, para além da zona económica exclusiva, que permanece fixada em 200 milhas da costa), na sequência do parecer favorável das Nações Unidas. 
De acordo com o último censo do INSEE, a Martinica tem 361.019 habitantes em 1 de janeiro de 2022.

## Etimologia
O nome ameríndio para Martinica é Ioüanacéra ou Wanakaéra ou Joanacaera  (formado a partir do prefixo ioüana, “iguana”, e do sufixo caéra, “ilha”), ou seja, a ilha das iguanas  na língua caribenha. 
No entanto, os caribes de Hispaniola também chamavam esta ilha de Mantinino, ou por deformação Madinina, Madiana; Mantinino é o nome de uma ilha mítica dos índios taínos onde se encontram mulheres, que Colombo traduziu como Isla de las mujeres, a ilha das mulheres (porque lhe disseram que era povoada apenas por mulheres). Este nome evoluiu de acordo com as pronúncias e tornou-se “Martinica” e, em crioulo martinicano, Matinik ou Matnik. 
A Martinica deve o seu apelido de “ilha das flores”  às plantas exóticas de todas as cores que aí estão presentes: uma mistura de amarelo, laranja, vermelho e rosa. 

## História
Foi ocupada pela França a partir de 1635. Em 1660, os índios nativos da ilha foram deportados pelos franceses, no episódio que ficou conhecido como expulsão caribenha. Desde então, a ilha tem sido uma possessão francesa, exceto por três breves períodos de ocupação estrangeira.
Desde 1635 (chegada de Pierre Belain d'Esnambuc, um aristocrata francês que tomou posse da ilha para a França) até 1946, a Martinica sobreviveu como colônia francesa produzindo mercadorias tropicais, como cana-de-açúcar, café, rum e cacau. Prisioneiros africanos foram trazidos da África Ocidental para formar a população escrava que é a origem da maior parte da população atual.

## Subdivisões
Para a lista das comunas do departamento clique aqui: Lista de comunas do departamento de Martinica

## Economia

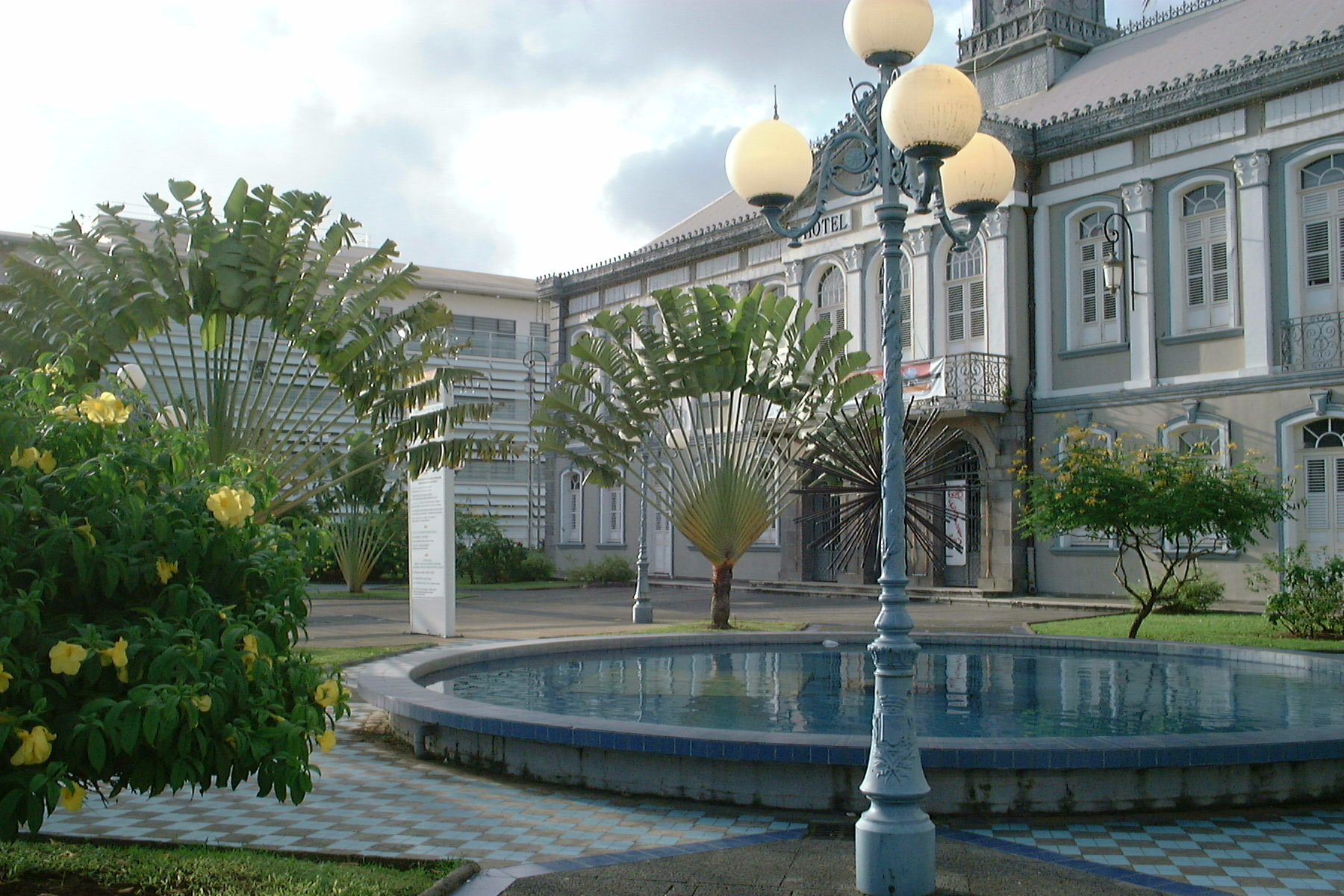
Forte da França, capital da Martinica

A economia é baseada no comércio. A agricultura é responsável por aproximadamente seis por cento do PIB e o pequeno setor industrial por onze por cento. A produção de açúcar declinou, ficando a maior parte da cana-de-açúcar destinada à produção de rum. A exportação de banana tem crescido, principalmente para a França. O volume necessário para o consumo local de carne, verduras e grãos precisa ser importado, contribuindo para o deficit crônico da balança comercial, que requer grandes transferências anuais de auxílio financeiro da metrópole.
Forte da França é o quinto porto da França em movimentação de contêineres (contentores). O turismo tem se tornado mais importante que as exportações agrícolas como fonte de intercâmbio internacional. Forte da França é considerada a mais francesa cidade fora da França. A maior parte da força de trabalho está empregada no setor de serviços e no setor administrativo.

## Geografia

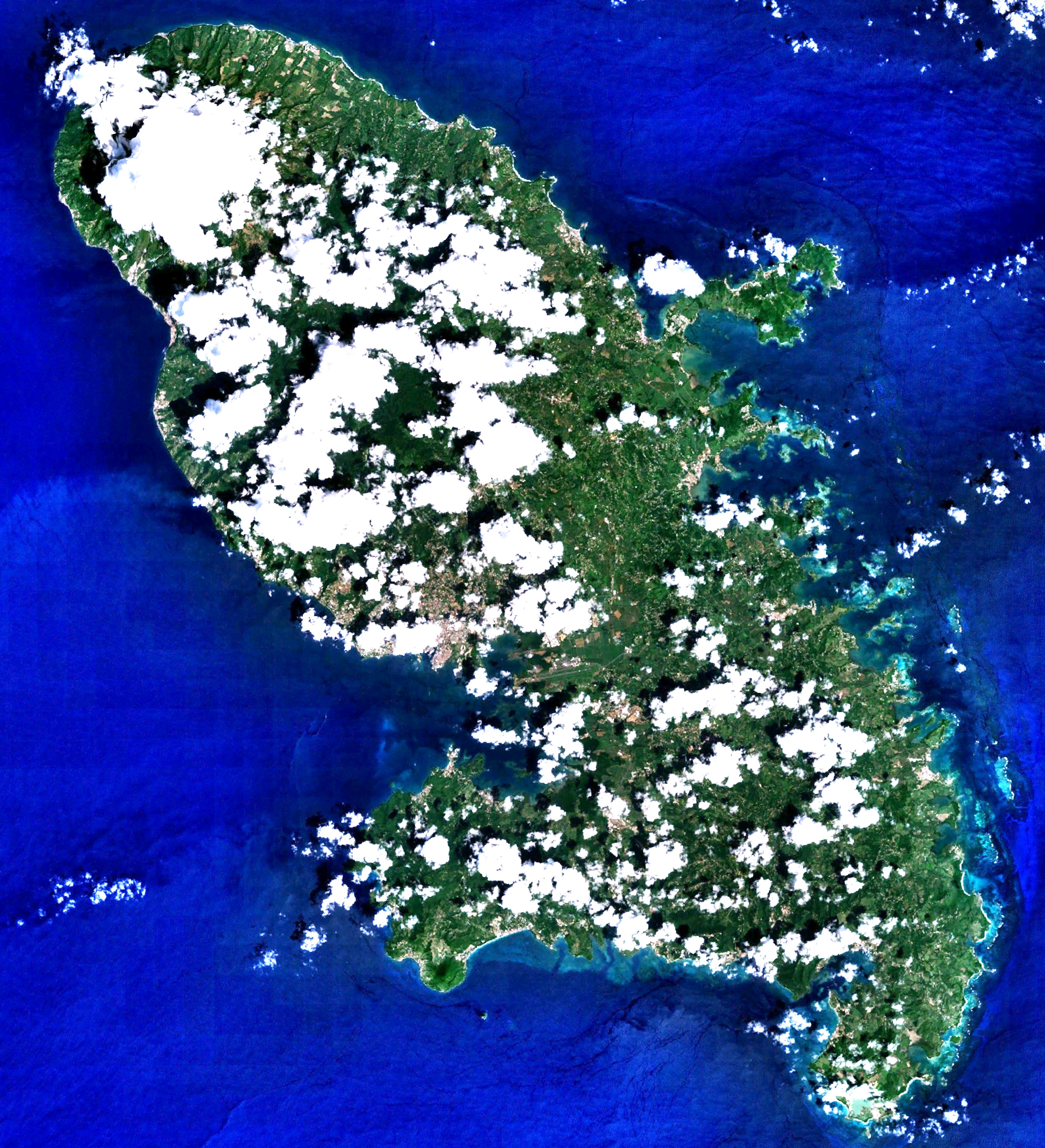
Martinica vista de satélite

Tem uma área total de 1 100 km2, sendo a terceira maior ilha das Pequenas Antilhas (é menor somente que as ilhas de Trinidad e de Guadalupe). Tem 65 km de comprimento por 27 km de largura. Para comparação, a superfície é semelhante à de Hong Kong.
Tal como o resto das Pequenas Antilhas, Martinica está sujeita a risco sísmico. Em 29 de novembro de 2007, um sismo de magnitude 7,3 na escala Richter ocorreu nas proximidades da ilha.
Martinica é separada em duas zonas em relação ao eixo central constituído por Forte da França e Le Robert. Ao norte, fica uma região de relevo acidentado e com grandes florestas. Nela, se localiza o monte Pelée, um estratovulcão ativo que teve em 1902 uma erupção catastrófica que matou entre 30 000 a 40 000 residentes na ilha e deixou apenas dois sobreviventes. Ao sul, fica a região mais seca, de relevo menos acidentado e com maior ocupação humana.

### Relevo

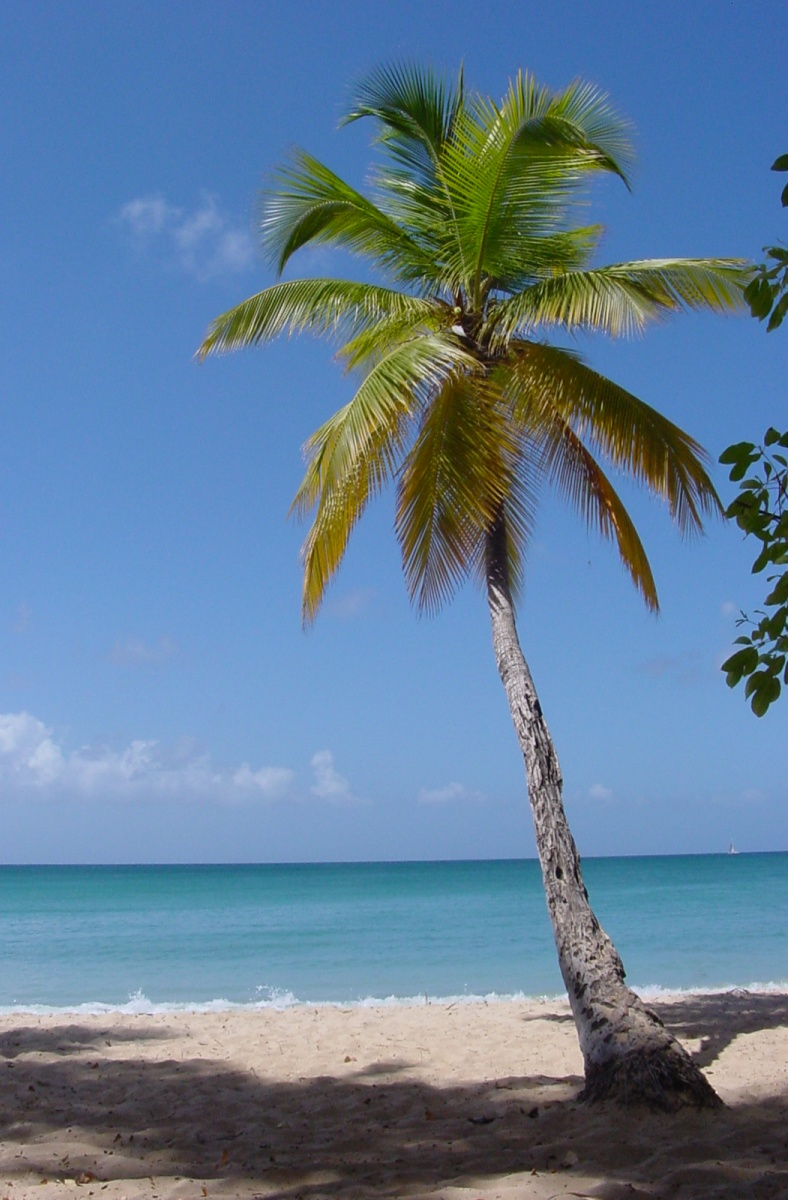
Coqueiro

O terreno é acidentado nesta ilha vulcânica. As áreas mais planas se localizam no sul da ilha. A ilha tem se desenvolvido ao longo dos últimos 20 000 000 de anos por uma sequência de movimentos e erupções vulcânicas ao norte. O monte Pelado, que ocupa o norte da ilha, atinge 1 397 metros de altitude. A última erupção data de 8 de maio de 1902, matando 29 000 pessoas em dois minutos. O monte Vauclin é o ponto mais elevado ao sul da ilha, com 504 metros.

### Hidrografia
A hidrografia da ilha da Martinica tem pequenos rios próprios de sua pequena extensão territorial. Os principais são o Lézarde, com 30 km de comprimento e que é o mais longo da ilha, o Galion, o Lorrain, o Hood, o Branco, o Baixo Pointe, o Hackaert, o Macouba, o La Grande, o Prêcheur, o Roxelane, o Père, o Carbet, o Monsieur, o Madame, o Longvilliers, o Salado, o Vauclin, o Paquemar, o Simon e La Nau.

## Cultura

### Esportes
Martinica não participa dos Jogos Pan-Americanos nem dos Jogos Olímpicos, assim como as delegações de Guadalupe, Guiana Francesa, São Pedro e Miquelão, Anguila, Monserrate, Ilhas Turcas e Caicos, e Groenlândia, pois não são considerados países independentes pela ODEPA (Organização Desportiva Pan-Americana) e não têm comitês olímpicos reconhecidos pelo Comitê Olímpico Internacional.
A Seleção de Futebol da Martinica é filiada à CONCACAF, mas não à FIFA, sendo assim não disputa as Eliminatórias Para a Copa do Mundo, mas pode disputar amistosos e torneios pela CONCACAF como a Liga das Nações da CONCACAF e a Copa Ouro.